# Somerset (ort i Bermuda)
Somerset är en ort i Bermuda (Storbritannien).   Den ligger i parishen Sandys, i den västra delen av landet, 8 km väster om huvudstaden Hamilton. Somerset ligger 22 meter över havet och antalet invånare är 945.
Terrängen runt Somerset är platt. Trakten är glest befolkad. Somerset är det största samhället i trakten. 